# Jerzy Podbrożny
Jerzy Podbrożny (Przemyśl, 17 december 1966) is een voormalig profvoetballer uit Polen, die zijn actieve carrière in 2004 afsloot bij Świt Nowy Dwór Mazowiecki in zijn vaderland. Hij stapte nadien het trainersvak in.

## Clubcarrière
Podbrożny speelde tien seizoenen als aanvaller in Polen, voordat hij in 1996 uitweek naar Spanje en later de Verenigde Staten. Hij scoorde in totaal 122 keer in de Poolse competitie gedurende zijn carrière, en werd tweemaal topscorer van de Ekstraklasa. In het seizoen 1993/94 stapte hij halverwege over van Lech Poznań naar Legia Warschau.

## Interlandcarrière
Podbrożny kwam zes keer (geen doelpunten) uit voor de nationale ploeg van Polen in de periode 1991–1995. Hij maakte zijn debuut op 3 december 1991 in de vriendschappelijke uitwedstrijd tegen Egypte (0-4), net als doelman Adam Matysek, Jacek Bobrowicz, Krzysztof Maciejewski, Zdzisław Janik en Ryszard Czerwiec. Zijn zesde en laatste interland speelde hij op 6 september 1995 in de EK-kwalificatiewedstrijd tegen Roemenië (0-0). Hij viel in dat duel na 69 minuten in voor Tomasz Wieszczycki.

## Erelijst
Lech Poznań
- Pools landskampioen

1992
- Poolse Supercup

1992
- Pools topscorer

1992 (20 goals), 1993 (25 goals)
 Legia Warschau
- Pools landskampioen

1994, 1995
- Pools bekerwinnaar

1994, 1995
- Poolse Supercup

1994
 UD Mérida
- Segunda División A

1997
 Chicago Fire
- MLS Cup

1998